# Umaria (district)
Umaria is een district van de Indiase staat Madhya Pradesh. Het district telt 515.851 inwoners (2001) en heeft een oppervlakte van 4062 km².
Hoofdstad: Bhopal
Districten: